# Hyptis sidifolia
Hyptis sidifolia là một loài thực vật có hoa trong họ Hoa môi. Loài này được (L'Hér.) Briq. mô tả khoa học đầu tiên năm 1898.